# 汤应武
汤应武（1963年8月24日—2014年5月16日），湖南益阳人，中华人民共和国政治人物。

## 生平
早年毕业于湘潭大学、北京大学中国革命与建设研究中心中共党史专业，此后任教于中央党校，担任校务委员会秘书。2005年，担任广州市委党校副校长、广州行政学院副院长，后改任广州市委宣传部副部长。2011年，担任广州日报报业集团党委书记、管委会主任，广州日报社社长，广州传媒控股有限公司董事长。2014年5月因心脏病去世。